# Danmarks Kunstbibliotek
Danmarks Kunstbibliotek (DKB) er statens hovedfagsbibliotek for arkitektur, billedkunst og kunsthistorie. Danmarks Kunstbibliotek, der oprindeligt blev grundlagt som mindre håndbibliotek for Det Kongelige Danske Kunstakademi i 1754, fungerer i nutidens Danmark som fag- og forskningsbibliotek for dels kunstakademiets skoler, dels universitetsinstitutterne for fortrinsvis kunsthistorie, æstetik og museologi, dels offentlige myndigheder, dels praktiserende arkitekter og arkitekturforskere samt praktiserende kunstnere, kunstteoretikere og kunsthistorikere. Derudover kan Danmarks Kunstbibliotek, der siden 1883 har haft til huse på Charlottenborg ved Kongens Nytorv i København, benyttes af den danske befolkning i almindelighed.

## Billedgalleri
- Danmarks Kunstbibliotek
- Interiør fra Danmarks Kunstbibliotek
- Læsesalen med spindeltrappe